# Lustre
Un lustre o quinquenni és un període que dura cinc anys. Etimològicament, prové del llatí lustrum, que vol dir net, pur (la paraula "llustre" prové d'aquest vocable), i es refereix a la cerimònia de la Lustració o 'purificació' per fer un sacrifici, segons Varró, que se celebrava cada 5 anys i era la més important a l'antiga Roma. S'hi realitzaven una sèrie de ritus i un àpat. Tots els pater familiae (els patricis) estaven obligats a assistir-hi i el que no ho feia, perdia els drets ciutadans fins a la pròxima lustració, un càstig molt important, ja que es perdia fins i tot el dret a pledejar.
El primer lustrum el va fer l'any 566 aC el rei Servi Tul·li quan va completar el cens i en endavant es feia regularment cada cinc anys. Inicialment, les solemnitats les dirigien els cònsols, però després del 443 aC la cerimònia l'encapçalaven els censors, ja que s'elegien de nou cada cinc anys. La Lustració es feia al Camp de Mart, on es reunien tots els homes en edat militar. Al voltant de la gent donaven tres tombs els portadors d'unes llances amb un senglar, un moltó i un toro (Suovitaurílies) al damunt, que els censors sacrificaven a Mart. Un dels censors oferia nous vots per als propers anys. Tot els assistents anaven fins a la porta de la ciutat, i com a senyal de finalització de l'acte claven un clau a la paret d'un temple (el de Mart Venjador des del segle ii aC), i dipositaven el nou registre del ciutadans a l'Erari.
Entre el 443 aC i el 294 aC hi va haver 26 parelles de censors, però només 21 lustracions (en realitat, haurien de ser trenta parelles i trenta lustracions per ser regulars) i, per tant, alguns anys no es va fer el cens ni el lustrum (el cens, però, es podia fer sense el lustrum i almenys així va passar dues vegades que se sàpiga, l'any 459 aC i el 214 aC) a causa de grans calamitats). El darrer lustrum es va fer l'any 74 sota Vespasià. En endavant, la paraula lustrum es va emprar com a sinònim d'un període de cinc anys, i sense relació amb el cens.